# Los Angeles County Museum Contributions in Science
Los Angeles County Museum Contributions in Science (abreviado Los Angeles County Mus. Contr. Sci.) fue una revista científica con ilustraciones y descripciones botánicas que fue editada en Los Ángeles desde el año 1945 hasta 1965, publicándose 91 números. Fue reemplazada por Contributions in Science, Museum of Natural History en Los Angeles County. 